# Шантне Вилдје
Шантне Вилдје (фр. Chantenay-Villedieu) је насељено место у Француској у региону Лоара, у департману Сарт.
По подацима из 2011. године у општини је живело 886 становника, а густина насељености је износила 31,94 становника/km².

## Демографија
| 1962. | 1968. | 1975. | 1982. | 1990. | 2011. |
| ----- | ----- | ----- | ----- | ----- | ----- |
| 913   | 804   | 738   | 714   | 648   | 886   |